# ワリオの森
『ワリオの森』（ワリオのもり、Wario's Woods）は、1994年2月19日に任天堂が発売したアクションパズルゲーム。任天堂が日本で発売した最後のファミリーコンピュータ用のゲームタイトル。北米版は唯一ESRBの審査を受けて販売された正規のNES用ソフトであり、NES用として正規メーカーから発売された最後のソフトである。
後にほかの家庭用ゲーム機向けに移植された（#移植版）。

## ゲーム内容
ゲームフィールド内にいるすべてのモンスターを消すことが目的の落ち物パズル。このゲームでは画面上から降るモンスターや、モンスターを消すために必要な爆弾の落下を速めることはできるが、左右への移動や回転をさせることはできない。プレイヤーは主人公のキノピオを操作し、接地したモンスターや爆弾を並べ直すことでこれらを消していく。
ゲームモードは1人用ゲームの「ラウンドゲーム」と「タイムレース」、2人用ゲームの「VS」または「VS 2P」がある。いずれのゲームにも得点の概念はなく、得点の獲得を目的としたゲームモードも存在しない。この他にゲームの操作やテクニックの練習ができる「レッスンモード」、成績の閲覧、名前登録、データ管理ができる「オプション」がある。
本作にはバッテリーバックアップ機能が搭載され、プレイヤーの名前、ラウンドゲームの進行状況、タイムレースのクリア時間など記録の保存ができる。

### ゲームモード
ラウンドゲーム
モンスターを消してラウンドを順にクリアしていくゲーム。ファミコン版のラウンドゲームにはモンスターを消すラウンドだけで構成される「Aゲーム」と、10ラウンドごとにボス敵と対戦するラウンドが挿入される「Bゲーム」が存在する。いずれも末尾が9のラウンドをクリアするごとにキノピオとワリオの掛け合いを描いたデモシーンが挿入され、ラウンド99をクリアするとエンディングを見ることができる。エンディングの後もゲームは続くが100ラウンドをもって進行状況の記録は停止し、以降のラウンドは続きから再開することはできない。
タイムレース
5つのラウンドを1セットとしてモンスターを消す時間の短縮を目指すゲーム。クリア時間によりランクが与えられ、ゲーム終了後の結果画面とオプションモードではプレイヤーの名が入れられた認定証として成績が表示される。
VS
プレイヤー同士で対戦するゲーム。先に3勝したプレイヤーが勝者となる。

### ルール
キノピオを操作して画面上から落ちてきたモンスターや爆弾を動かし、縦横斜めいずれかに3つ以上並べて消すことが基本ルールである。
1. ゲームフィールドとキノピオ
  - ゲームフィールドは通常縦11ブロック×横7ブロックで構成されるが、縦方向はワリオの攻撃により縮小されることもある。
  - フィールドにはキノピオとあらかじめ配置されたモンスターがいる他、画面上からはモンスターと爆弾が落ちてくる。
  - プレイヤーはフィールド内のキノピオを操作する。キノピオはフィールド内に存在する爆弾やモンスターを担く、キックするなどして移動させることができる。
  - フィールドがモンスターや爆弾で埋まり、キノピオの身動きが取れなくなるとゲームオーバーとなる。
  - モンスターを全て消せばラウンドクリアとなり、次のラウンドへ進む。ラウンドゲームの場合はクリア時間に応じ、30枚でコンティニュー数を1回増やせる「コイン」がフィールド内に降る。
2. 爆弾タイムとモンスタータイム
  - 「爆弾タイム」とは妖精が爆弾を降らせる時間でキノピオには有利となる。
  - 「モンスタータイム」とはワリオがフィールドの天井となっているドッスンを下げ、ドドリゲスがモンスターを降らせるなどの邪魔をする時間で、キノピオには不利となる。爆弾タイムに比べると数は少ないが、ドッスンが爆弾を振らせる。
  - ゲーム中は爆弾タイムとモンスタータイムが交互に繰り返され、回数を重ねるごとにモンスターや爆弾の落下速度が増す。
3. モンスターと爆弾の消し方・連鎖
  - 爆弾は同じ色が縦・横・斜めいずれかに3個以上並ぶと消える。同じ色のモンスターと混ぜて消すこともできる。
  - モンスターを消すにはそれと同じ色の爆弾が1個以上必要となる。爆弾を含めて同じ色が縦･横･斜めいずれかに3個以上並ぶと消える。ただしモンスターの中には斜め方向で並べないと消せない者や、一度並べただけでは消えずに再度爆弾を使用しなければならない者もいる。
  - モンスターや爆弾が消えるとその上にあったキャラクターが落下し空間が埋まる。このとき再度モンスターや爆弾が並んで消えると「連鎖」となる。連鎖をすると爆弾タイムが延長され、モンスタータイムは縮小される。この他ワリオに下げられたドッスンを上げることができる。
  - モンスターもしくは爆弾を斜めに消すか縦横4個以上並べて消すとドッスンを上げることができる。
  - モンスターだけを3個以上並べてしまうと、その直線上にある爆弾が全てモンスターに変わってしまう。これは斜めでしか消えないモンスターが縦･横に並んでしまったときも同じく直線上の爆弾がモンスターに変わってしまう。ただしこれはNES版にはないギミックである。
4. ダイヤモンド
  - 同じ色の爆弾のみ、もしくはモンスターと爆弾を5個以上並べて消すと「ダイヤモンド」が登場する。ダイヤモンドは爆弾のかわりに使用することができるが持ち運びをすることはできない。ダイヤモンドを消すとフィールド内にいる同じ色のモンスターが全て消え、ドッスンを上げることができる。また、2回攻撃しないと倒せない敵も一撃で倒す事ができる。ただし同じ色の爆弾やダイヤモンドは消えない。
5. 対戦モード
  - ゲームフィールドは1プレイヤー、2プレイヤーとも通常縦11ブロック×横6ブロックで構成されるが、縦方向は相手の攻撃により縮小されることもある。
  - すべてのモンスターを相手より早く消すか、相手がゲームオーバーになれば勝利となる。
  - 連鎖消しを行うと相手のフィールドにモンスターが送られ、相手の攻撃で下げられた自分のフィールドのドッスンを上げることができる。
  - モンスターもしくは爆弾を4個以上並べて消すと、相手のフィールドのドッスンを下げることができる。
  - ダイヤモンドを消すと相手のフィールドの爆弾が全てモンスターに変わる。

## ストーリー
ワリオが我が物顔で支配する「ワリオの森」。ここは元々妖精たちが住む「平和の森」だったが、モンスターを従えたワリオが森を乗っ取り、勝手にワリオの森と呼び始めた。森へやって来たキノピオは妖精たちが困っていることを知り、妖精が作り出す爆弾を使ってワリオを森から追い出そうとする。

## 登場キャラクター
キノピオ
このゲームの主人公およびプレイヤーが操作するキャラクター。アクションゲームの操作キャラクターとして登場するのは『スーパーマリオUSA』（1988年）に続き2作目。
ワリオ
今回の事件の元凶。ラウンドゲームのデモシーンでは森から出て行くようキノピオに脅しをかけ、ラウンドゲームのBゲームやVS COMの終盤にはボスキャラクターとしても登場する。本来ワリオの帽子とシャツは黄色、ズボンは紫色だが、ファミコン版では帽子はズボンと同じ紫色に、シャツは乳白色に変更された。Aゲームで末尾が9のラウンドをクリアするかBゲームでボスを倒すたびワリオはどんどん大きくなっていくが、実は風船で膨らませただけである。エンディングでは大きくなりすぎて破裂してしまう。このゲームでワリオの唯一のファミコンゲームの出演となった。
妖精
キノピオを助ける森の住人。爆弾を作り出すことはできるがそれを使ってワリオと戦うことはできない。
ドドリゲス
ワリオの手下としてモンスターをばら撒くカラス。『夢工場ドキドキパニック』（1987年）および『スーパーマリオUSA』に登場した敵キャラクター。
キャサリン
自分を女の子と思い込んでいるピンク色の恐竜。『夢工場ドキドキパニック』および『スーパーマリオUSA』に登場した敵キャラクター。このゲームでは爆弾タイムの画面端でキノピオを応援するが、ゲームのストーリーには一切関わらない。
ドッスン
四角く巨大な石のお化け。普段はゲームフィールドの上に留まっているが、ワリオに体当たりされると落下しゲームフィールドを圧迫、キノピオを苦しめる。
以下はキノピオが爆弾を使って消していくモンスターたち。以下の3匹はいずれも縦・横・斜めに並べれば消える。
ウマウマ
長く垂れ下がった耳が特徴のモンスター。
ベイジー
野菜のカブに顔がついたようなモンスター。
トッポ
クルクル巻いた耳とカエルのように大きい口を持つモンスター。
バーソロミュー
スカートをはいたチアガールのようなモンスター。斜め方向に並べると消える。
ソラリ
ハート型の顔が特徴の人型モンスター。斜め方向に並べると消える。
ヒュードー
センスのように大きく平らな手が特徴のモンスター。爆弾を使うと色が変わるので、再度爆弾を使用すると消える。
マイコニン
いつもニコニコしているキノコのようなモンスター。爆弾を使うとしばらく点滅するので、その間にもう一度爆弾を使用すると消える。
以下はBゲームに登場するボス。これらのボスを退治するには、ボスの縦横斜めの延長線上で爆発を起こしてダメージを数回与え、ハートマークで示されるボスの体力をなくす必要がある。ボスはワープによるフィールド内の移動とそれぞれ異なる特殊能力によりキノピオを妨害する。
アクマン
HP6。三叉の矛を持った悪魔。特殊能力は画面内の爆弾を全て破壊する。
デ・ブー
赤はHP8。緑はHP20。フォークとナイフを持ったブタの化物。特殊能力は一定時間周囲にモンスターをばら撒く。赤色と緑色がおり、緑色の方が強い。
メイドー
HP10。若い女の人魚。特殊能力は妖精を一定時間動けなくする。
ゴーラ
HP12。岩石でできたゴーレム。特殊能力はドッスンを下げる。
シーサ
青はHP14。赤はHP22。死神のようなガイコツの化物。特殊能力はモンスターを横一列に一往復半降らせる。青色と赤色がおり、赤色の方が強い。
ドラゴ
HP16。翼を生やした緑色のドラゴン。特殊能力は画面内の爆弾をモンスターに変える。
偽ワリオ
HP18。ワリオの偽物。本物に比べて体が小さく、体力も本物より低い。特殊能力はモンスターを横一列に降らせる。
ワリオ
HP24。Bゲームのラストボスで、体力も全ボス中最高を誇る。特殊能力は偽ワリオと同じ。

## 移植版
| No. | タイトル                                      | 発売日                                                    | 対応機種                            | 開発元                                      | 発売元 | メディア                            | 型式         | 売上本数           | 備考                                                                                                   |
| --- | --------------------------------------------- | --------------------------------------------------------- | ----------------------------------- | ------------------------------------------- | ------ | ----------------------------------- | ------------ | ------------------ | --- |
| 1   | WARIO'S WOODS                                 | 1994年12月10日                                            | Super Nintendo Entertainment System | 任天堂開発第一部 インテリジェントシステムズ | 任天堂 | 8メガビットロムカセット             | SNS-65-USA   | -                  | 日本未発売                                                                                             |
| 2   | ワリオの森 爆笑バージョン                     | 1995年4月23日                                             | スーパーファミコン (サテラビュー)   | 任天堂開発第一部 インテリジェントシステムズ | 任天堂 | BSデータ放送                        | -            | -                  | SNES版をベースとした改変作。ゲーム中に爆笑問題が登場する。イベントを追加・変更したバージョン違いあり。 |
| 3   | ワリオの森 再び                               | 1997年9月28日                                             | スーパーファミコン (サテラビュー)   | 任天堂開発第一部 インテリジェントシステムズ | 任天堂 | BSデータ放送                        | -            | -                  | SNES版をベースとした改変作                                                                             |
| 4   | どうぶつの森+                                 | 2001年12月14日                                            | ゲームキューブ                      | 任天堂                                      | 任天堂 | 8センチ光ディスク                   | DOL-GAFJ-JPN | 約99万本 約298万本 | ミニゲームとしてファミリーコンピュータ版を収録                                                         |
| 5   | どうぶつの森e+                                | 2003年6月27日                                             | ゲームキューブ                      | 任天堂                                      | 任天堂 | 8センチ光ディスク                   | -            | -                  | ミニゲームとしてファミリーコンピュータ版を収録                                                         |
| 6   | ワリオの森                                    | 2006年11月19日 2006年12月7日 2006年12月8日 2006年12月12日 | Wii                                 | 任天堂開発第一部 インテリジェントシステムズ | 任天堂 | ダウンロード (バーチャルコンソール) | -            | -                  | ファミリーコンピュータ版の移植                                                                         |
| 7   | ワリオの森                                    | 2013年5月29日                                             | ニンテンドー3DS                     | 任天堂開発第一部 インテリジェントシステムズ | 任天堂 | ダウンロード (バーチャルコンソール) | -            | -                  | ファミリーコンピュータ版の移植                                                                         |
| 8   | ワリオの森                                    | 2014年1月29日                                             | Wii U                               | 任天堂開発第一部 インテリジェントシステムズ | 任天堂 | ダウンロード (バーチャルコンソール) | -            | -                  | ファミリーコンピュータ版の移植                                                                         |
| 9   | ファミリーコンピュータ Nintendo Switch Online | 2018年12月12日                                            | Nintendo Switch                     | 任天堂                                      | 任天堂 | ダウンロード                        | -            | -                  | ファミリーコンピュータ版を収録                                                                         |

Super NES版
日本国外ではスーパーファミコン版に相当するSuper NES版が市販された。この版ではルールやゲームモード、操作方法、グラフィック、BGMの追加・改変が施された。基本ルールはファミコン版と同一だが、ダイヤモンドの持ち運びが可能となる、ワリオや対戦相手の攻撃によりゲームフィールドへ落下し、キノピオが受け損なうと大量にモンスターが降る妨害アイテム「タマゴ」が登場する、コンティニューに必要なコインの数が50枚にされるなどの改変が加えられた。
ファミコン版でのVSモードはVS 2Pとされた。
Super NES版にはコンピュータと対戦する1人用ゲーム「VS COM」が追加された。一方でBゲームに相当するゲームモードはない。
VS COM
VS 2Pと同様のルールでコンピュータと対戦するゲーム。コンピュータが操作する敵キャラクターと対戦し勝ち進みながら、ラストボスとして登場するワリオに勝利することが目的。対戦前にキノピオと敵との会話シーンが挿入される。

スーパーファミコン サテラビュー版
日本ではSuper NES版を改変したスーパーファミコン版2作が、BS放送を利用したスーパーファミコン用データ放送受信機サテラビューの専用ゲームとして供給された。
ワリオの森 爆笑バージョン
データ放送開始当日の1995年4月23日から1996年秋まで放送された。ゲーム中には当時サテラビュー向けラジオ番組「放課後の王様」のパーソナリティを担当した爆笑問題の2人が登場する。ラジオ番組では2人がゲームに挑戦する様子が放送され、ゲームにはラジオ放送を聴きながらプレイする機能が設けられた。ゲーム画面においてファミコン版のキャサリンが田中裕二となり、画面端でキノピオを応援する役として、太田光は画面天井の岩ドッスンとして出演した。
ゲームモードにはSuper NES版に存在するVS COMモードの代わりにランキングイベント用のゲームモードが用意され、イベント期間限定で爆笑バージョンをベースにした『ワリオの森 イベントバージョン』『ワリオの森 イベントバージョン Ver.2』も配信された。Bゲームに相当するゲームモードはない。
ワリオの森 再び
1997年9月28日より月替わりイベントゲーム企画「マンスリーイベント」の10月分作品として初放送され、以降データ放送サービス終了の2000年6月30日まで繰り返し再放送された。初回放送時にはタイムレースの時間などを競うランキングイベントが実施された。ゲーム画面ではデータ放送受信カセット『BS-X -それは名前を盗まれた街の物語-』のプレイヤーキャラクターとして登場した巻き毛の女の子がキノピオを応援する。爆笑バージョンにあったラウンドゲームに代わりSuper NES版から流用したVS COMモードが用意されたが、デモ内の会話文章とエンディングは削除されており、ラジオ放送聴取機能もない。
どうぶつの森+シリーズ
ニンテンドー ゲームキューブ用ソフト『どうぶつの森+』と、そのリニューアル版『どうぶつの森e+』では、ゲーム中の家具の1つとして「ワリオのもり」が登場し、これを手に入れるとファミコン版のワリオの森がゲームキューブ上で遊べるようになる。
Wii バーチャルコンソール
2006年のWii発売とともに世界各地でファミコン版またはNES版がバーチャルコンソール対応ソフトとして配信された。この版には中断機能が追加された。
ニンテンドー3DS バーチャルコンソール
2013年5月29日に日本でファミコン版がニンテンドー3DSのバーチャルコンソール対応ソフトとして配信された。
Wii U バーチャルコンソール
2014年1月29日に日本でファミコン版がWii Uのバーチャルコンソール対応ソフトとして配信された。
ファミリーコンピュータ Nintendo Switch Online
各種ファミコン版ゲームがプレイ可能なNintendo Switch Onlineの加入者向けソフトで、2018年12月12日に本作が追加された。

## 広告
日本で放送されたテレビCMは、すでに発売されていた新モデルのAV仕様ファミリーコンピュータ、通称「ニューファミコン」の紹介を主とし、合間に『ゼルダの伝説1』と『ワリオの森』の説明が入る構成であった。このCMではアニメーションで描かれたワリオとリンクのほか、マリオやカービィなど任天堂のゲームキャラクターが多数登場し、歌でニューファミコンを紹介する。ニューファミコンの本体が上から降り始め、それを見て慌ててワリオとリンクが入り込んできて、そのシーンで『ワリオの森』と『ゼルダの伝説1』の説明が女性ナレーターにより入る。最後にはリンクとワリオが仲良く肩を組んで踊る場面が挿入された。雑誌媒体による広告でも『ゼルダの伝説1』と『ワリオの森』はまとめて扱われた。半ページに各々のパッケージイラストと簡単な説明文を添えた単純なデザインにされた。

## スタッフ
ファミリーコンピュータ版
- エグゼクティブ・プロデューサー：山内溥
- プロデューサー、ディレクター：三木研次
- デザイナー：富田聡一郎、飯村雅弘、大西直孝
- プログラマー：鈴木広宣、片山誠
- 音楽：天宅しのぶ、岡素世

スーパーファミコン版
- プロデューサー、ディレクター：三木研次
- チーフ・プログラマー：湯上裕之
- プログラマー：鈴木広宣、片山誠
- デザイナー：大西直孝、河出良太
- 音楽：菅浩秋、池上正

## 評価
ファミリーコンピュータ版
ゲーム誌『ファミコン通信』の「クロスレビュー」では、6・5・6・5の合計22点（満40点）、『ファミリーコンピュータMagazine』の読者投票による「ゲーム通信簿」での評価は以下の通りとなっており、18.7点（満30点）となっている。
| 項目 | キャラクタ | 音楽 | お買得度 | 操作性 | 熱中度 | オリジナリティ | 総合 |
| 得点 | 3.3        | 3.2  | 2.9      | 3.1    | 3.3    | 3.0            | 18.7 |

日本において、発売当時は主婦層の人気を集めた。